# Honest Pleasure
Honest Pleasure (1973-1992) est un cheval de course pur-sang anglais, sacré meilleur 2 ans des États-Unis en 1975.

## Carrière de courses
Né en Floride, à Waldemar Farms, Honest Pleasure est vendu pour $ 45 000 aux ventes de yearlings de Saratoga. Il débute en juin de ses 2 ans à Belmont Park, à New York, et après deux victoires et deux deuxièmes places en quatre courses, il domine certains des meilleurs 2 ans du pays dans le Washington Futurity en septembre. Dès lors, il ne s'arrête plus : il s'envole dans les Cowdin Stakes, survole les Champagne Stakes, décolle dans le Laurel Futurity. Six victoires en huit courses, avec trois groupe 1 à la clé, et voilà Honest Pleasure évidemment sacré meilleur 2 ans des États-Unis, et grand favori de la Triple Couronne. 
Le parcours de Honest Pleasure semble calqué sur celui d'un autre élève de Waldemar Farms, lui aussi, par What A Pleasure, Foolish Pleasure. D'autant que sa série d'invincibilité se poursuit à 3 ans. Il remporte les trois principales préparatoires aux épreuves de la Triple Couronne, les Flamingo Stakes (par 11 longueurs !), le Florida Derby et les Blue Grass Stakes. Mais contrairement à son aîné, il trébuche dans le Kentucky Derby, défait par Bold Forbes, un phénomène venu de Porto-Rico. La revanche a lieu dans les Preakness Stakes, la deuxième manche de la Triple Couronne, mais les duettistes sont tous les deux battus, Bold Forbes termine troisième, Honest Pleasure cinquième. 
Peut-être Honest Pleasure a-t-il déjà donné le meilleur de lui-même. En tout cas son entraîneur LeRoy Jolley abandonne le challenge de la Triple Couronne, faisant l'impasse sur les Belmont Stakes (remportés par Bold Forbes). Après un peu de repos, Honest Pleasure revient au cœur de l'été mais subit deux nouvelles défaites, semblant confirmer que le meilleur est derrière lui. Pourtant, il revient sur le devant de la scène en s'adjugeant les Travers Stakes, brillamment. Mais ce sera sa dernière victoire à 3 ans. Sa dernière partie de saison est toutefois très honorable, notamment lorsqu'il échoue d'une tête face au grand champion Forego dans le Marlboro Cup Invitational Handicap. 
Resté à l'entrainement à 4 ans, Honest Pleasure ne retrouve pas son niveau, malgré une victoire dans un groupe 3 à Keeneland et prend sa retraite après une tentative malheureuse dans le Haskell Handicap, avec un palmarès orné de sept groupe 1. 

### Résumé de carrière
| Date         | Hippodrome      | Pays        | Course                             | Statut      | Distance    | Jockey          | Place       | Écart       | Vainqueur ou deuxième |
| 1975, 2 ans  | 1975, 2 ans     | 1975, 2 ans | 1975, 2 ans                        | 1975, 2 ans | 1975, 2 ans | 1975, 2 ans     | 1975, 2 ans | 1975, 2 ans | 1975, 2 ans           |
| ------------ | --------------- | ----------- | ---------------------------------- | ----------- | ----------- | --------------- | ----------- | ----------- | --------------------- |
| 4 juin       | Belmont Park    | États-Unis  | Maiden                             |             | 1 100 m     | Jacinto Vásquez | 2e / 10     | 1/2         | Romantic Lead         |
| 21 juin      | Belmont Park    | États-Unis  | Maiden                             |             | 1 100 m     | Jacinto Vásquez | 1er / 10    | 5 ½         | Dance Spell           |
| 25 août      | Belmont Park    | États-Unis  | Allowance                          |             | 1 200 m     | Braulio Baeza   | 2e / 8      | 3/4         | Turnand Count         |
| 3 septembre  | Belmont Park    | États-Unis  | Allowance                          |             | 1 200 m     | Braulio Baeza   | 1er / 7     | 6           | Pastry                |
| 13 septembre | Arlington       | États-Unis  | Washington Futurity                | Gr. 1       | 1 300 m     | Darrel McHargue | 1er / 19    | encolure    | Khyber King           |
| 25 septembre | Belmont Park    | États-Unis  | Cowdin Stakes                      | Gr. 2       | 1 400 m     | Braulio Baeza   | 1er / 7     | 8           | What's Your Pleasure  |
| 5 octobre    | Belmont Park    | États-Unis  | Champagne Stakes                   | Gr. 1       | 1 600 m     | Braulio Baeza   | 1er / 14    | 7           | Dance Spell           |
| 1er novembre | Laurel Park     | États-Unis  | Laurel Futurity                    | Gr. 1       | 1 700 m     | Braulio Baeza   | 1er / 7     | 2 ½         | What's Your Pleasure  |
| 1976, 3 ans  |                 |             |                                    |             |             |                 |             |             |                       |
| 11 février   | Hialeah Park    | États-Unis  | Allowance                          |             | 1 400 m     | Braulio Baeza   | 1er / 4     | 14          | Parc Forillon         |
| 28 février   | Hialeah Park    | États-Unis  | Flamingo Stakes                    | Gr. 1       | 1 800 m     | Braulio Baeza   | 1er / 8     | 11          | Inca Roca             |
| 3 avril      | Gulfstream Park | États-Unis  | Florida Derby                      | Gr. 1       | 1 800 m     | Braulio Baeza   | 1er / 6     | 3           | Great Contractor      |
| 22 avril     | Aqueduct        | États-Unis  | Blue Grass Stakes                  | Gr. 1       | 1 800 m     | Braulio Baeza   | 1er / 7     | 1 ½         | Certan Romo           |
| 1er mai      | Churchill Downs | États-Unis  | Kentucky Derby                     | Gr. 1       | 2 000 m     | Braulio Baeza   | 2e / 9      | 1           | Bold Forbes           |
| 15 mai       | Pimlico         | États-Unis  | Preakness Stakes                   | Gr. 1       | 1 900 m     | Braulio Baeza   | 5e / 6      | 7 ¼         | Elocutionist          |
| 27 juillet   | Monmouth Park   | États-Unis  | Allowance                          |             | 1 700 m     | Braulio Baeza   | 2e / 6      | 1 ½         | Peppy Addy            |
| 7 août       | Monmouth Park   | États-Unis  | Monmouth Invitational Handicap     | Gr. 1       | 1 800 m     | Craig Perret    | 3e / 10     | 6           | Majestic Light        |
| 21 août      | Saratoga        | États-Unis  | Travers Stakes                     | Gr. 1       | 2 000 m     | Craig Perret    | 1er / 8     | 4           | Romeo                 |
| 18 septembre | Belmont Park    | États-Unis  | Woodward Stakes                    | Gr. 1       | 2 000 m     | Craig Perret    | 3e / 10     | 4           | Forego                |
| 2 octobre    | Belmont Park    | États-Unis  | Marlboro Cup Invitational Handicap | Gr. 1       | 2 000 m     | Craig Perret    | 2e / 11     | tête        | Forego                |
| 25 octobre   | Jamaica         | États-Unis  | Jamaica Invitational               |             | 1 600 m     | Craig Perret    | 4e / 9      | 3 ¼         | Dance Spell           |
| 6 novembre   | Santa Anita     | États-Unis  | Champions Invitational Handicap    |             | 2 000 m     | Craig Perret    | 8e / 10     | 7 ¾         | King Pellinore        |
| 1977, 4 ans  |                 |             |                                    |             |             |                 |             |             |                       |
| 23 mars      | Hialeah Park    | États-Unis  | Allowance                          |             | 1 700 m     | Craig Perret    | 5e / 11     | 5 ¼         | All Friends           |
| 16 avril     | Keeneland       | États-Unis  | Ben Ali Handicap                   | Gr. 3       | 1 700 m     | Craig Perret    | 1er / 9     | 1/2         | Inca Roca             |
| 3 août       | Saratoga        | États-Unis  | Allowance                          |             | 1 400 m     | Jacinto Vásquez | 2e / 6      | 1/2         | El Portugues          |
| 20 août      | Monmouth Park   | États-Unis  | Haskell Handicap                   | Gr. 1       | 2 000 m     | M. Solomon      | 6e / 12     | 15          | Majestic Light        |

## Au haras
Retiré à l'issue de sa carrière de course au grand haras Claiborne Farm dans le Kentucky, Honest Pleasure n'a pas vraiment réussi dans seconde carrière d'étalon. Il a quitté le Kentucky en 1987 pour la Floride, puis a poursuivi en Californie en 1991. C'est dans son haras de Harris Farm qu'il meurt en août 1992, d'un arrêt cardiaque. Son meilleur produit se nomme Judge Angelucci, vainqueur des Californian Stakes, du San Antonio Handicap, du Mervyn Leroy Handicap, deuxième de la Hollywood Gold Cup et troisième de la Breeders' Cup Classic derrière Ferdinand et Alysheba en 1987. On lui doit aussi Leroy S. (Wood Memorial Stakes) et Bedside Promise (San Antonio Handicap).  

## Origines
Honest Pleasure est l'un des deux champions engendrés par What A Pleasure, qui brilla surtout à 2 ans, s'adjugeant les National Stallion Stakes et les Hopeful Stakes. L'autre, c'est Foolish Pleasure, lui aussi élevé à Waldemar Farms, où son père faisait la monte. Il revendique aussi For The Moment (Futurity Stakes, Blue Grass Stakes) et Fairway Phantom (Arlington Classic). 
D'ascendance européenne, Tularia, la mère, fut élevée au Canada par E.P. Taylor, et se produisit à un niveau intermédiaire. Elle a plus que réussi au haras puisqu'un an après Honest Pleasure elle donnait le propre frère de ce dernier, For The Moment, double vainqueur de groupe 1. Tularia est une jument de grande naissance, puisque fille du champion de l'Aga Khan III Tulyar et de la classique irlandaise Suntop, lauréate des Irish 1000 Guineas et des Irish Oaks.   

### Pedigree
| Origines de Honest Pleasure (USA), mâle bai brun né en 1973 | Origines de Honest Pleasure (USA), mâle bai brun né en 1973 | Origines de Honest Pleasure (USA), mâle bai brun né en 1973 | Origines de Honest Pleasure (USA), mâle bai brun né en 1973 |
| ----------------------------------------------------------- | ----------------------------------------------------------- | ----------------------------------------------------------- | ----------------------------------------------------------- |
| Père What A Pleasure 1965                                   | Bold Ruler 1954                                             | Nasrullah                                                   | Nearco                                                      |
| Père What A Pleasure 1965                                   | Bold Ruler 1954                                             | Nasrullah                                                   | Mumtaz Begum                                                |
| Père What A Pleasure 1965                                   | Bold Ruler 1954                                             | Miss Disco                                                  | Discovery                                                   |
| Père What A Pleasure 1965                                   | Bold Ruler 1954                                             | Miss Disco                                                  | Outdone                                                     |
| Père What A Pleasure 1965                                   | Grey Flight 1945                                            | Mahmoud                                                     | Blenheim                                                    |
| Père What A Pleasure 1965                                   | Grey Flight 1945                                            | Mahmoud                                                     | Mah Mahal                                                   |
| Père What A Pleasure 1965                                   | Grey Flight 1945                                            | Planetoid                                                   | Ariel                                                       |
| Père What A Pleasure 1965                                   | Grey Flight 1945                                            | Planetoid                                                   | La Chica                                                    |
| Mère Tularia 1955                                           | Tulyar 1949                                                 | Tehran                                                      | Bois Roussel                                                |
| Mère Tularia 1955                                           | Tulyar 1949                                                 | Tehran                                                      | Stafaralla                                                  |
| Mère Tularia 1955                                           | Tulyar 1949                                                 | Neocracy                                                    | Nearco                                                      |
| Mère Tularia 1955                                           | Tulyar 1949                                                 | Neocracy                                                    | Harina                                                      |
| Mère Tularia 1955                                           | Suntop 1940                                                 | Dastur                                                      | Solario                                                     |
| Mère Tularia 1955                                           | Suntop 1940                                                 | Dastur                                                      | Friar's Daughter                                            |
| Mère Tularia 1955                                           | Suntop 1940                                                 | Sunny Mountain                                              | Abbot's Trace                                               |
| Mère Tularia 1955                                           | Suntop 1940                                                 | Sunny Mountain                                              | Lysandra (famille 11-f)                                     |